# NGC 4240
NGC 4240 (NGC 4243) é uma galáxia elíptica (E) localizada na direcção da constelação de Virgo. Possui uma declinação de -09° 57' 06" e uma ascensão recta de 12 horas, 17 minutos e 24,3 segundos.
A galáxia NGC 4240 foi descoberta em 20 de Maio de 1875 por Ernst Wilhelm Leberecht Tempel.